# Magyarkút-Verőce megállóhely
Magyarkút-Verőce megállóhely egy Pest vármegyei vasúti megállóhely Verőce községben, a MÁV üzemeltetésében. A település központja felől a 12 101-es útból kiágazó rövidke 12 304-es úton érhető el, de közvetlenül mellette halad el a Magyarkútra vezető 12 102-es út is.

## Vasútvonalak
A megállóhelyet az alábbi vasútvonalak érintik:
- Vác–Balassagyarmat-vasútvonal

## Kapcsolódó állomások
A megállóhelyhez az alábbi állomások vannak a legközelebb:
- Fenyveshegy megállóhely (Vác–Balassagyarmat-vasútvonal)
- Magyarkút megállóhely (Vác–Balassagyarmat-vasútvonal)

## Forgalom
| Járat | Útvonal | Gyakoriság |
| ----- | --- | ---------- |
| S750  | Vác – Kisvác – Fenyveshegy – Magyarkút-Verőce – Magyarkút – Szokolya – Berkenye – Nógrád – Diósjenő | Óránként   |
| S750  | Vác – Kisvác – Fenyveshegy – Magyarkút-Verőce – Magyarkút – Szokolya – Berkenye – Nógrád – Diósjenő – Borsosberény – Nagyoroszi – Drégelyvár – Sáferkút – Drégely – Drégelypalánk – Ipolyvece – Dejtár – Ipolyszög – Balassagyarmat | Napi 7 pár |